# Основний мієліновий білок
MBP (англ. Myelin basic protein) – білок, який кодується однойменним геном, розташованим у людей на короткому плечі 18-ї хромосоми. Довжина поліпептидного ланцюга білка становить 304 амінокислот, а молекулярна маса — 33 117.
| 10         |  | 20         |  | 30         |  | 40         |  | 50         |
| ---------- |  | ---------- |  | ---------- |  | ---------- |  | ---------- |
| MGNHAGKREL |  | NAEKASTNSE |  | TNRGESEKKR |  | NLGELSRTTS |  | EDNEVFGEAD |
| ANQNNGTSSQ |  | DTAVTDSKRT |  | ADPKNAWQDA |  | HPADPGSRPH |  | LIRLFSRDAP |
| GREDNTFKDR |  | PSESDELQTI |  | QEDSAATSES |  | LDVMASQKRP |  | SQRHGSKYLA |
| TASTMDHARH |  | GFLPRHRDTG |  | ILDSIGRFFG |  | GDRGAPKRGS |  | GKDSHHPART |
| AHYGSLPQKS |  | HGRTQDENPV |  | VHFFKNIVTP |  | RTPPPSQGKG |  | RGLSLSRFSW |
| GAEGQRPGFG |  | YGGRASDYKS |  | AHKGFKGVDA |  | QGTLSKIFKL |  | GGRDSRSGSP |
| MARR       |  |            |  |            |  |            |  |            |

A: Аланін

D: Аспарагінова кислота

E: Глутамінова кислота

F: Фенілаланін

G: Гліцин

H: Гістидин

I: Ізолейцин

K: Лізин

L: Лейцин

M: Метіонін

N: Аспарагін

P: Пролін

Q: Глутамін

R: Аргінін

S: Серин

T: Треонін

V: Валін

W: Триптофан

Кодований геном білок за функцією належить до фосфопротеїнів. 
Задіяний у таких біологічних процесах, як ацетилювання, альтернативний сплайсинг. 
Локалізований у клітинній мембрані, ядрі, мембрані.